# Paranurida kopetdagi
 (novembre 2019).
Genre
Espèce
Paranurida kopetdagi, unique représentant du genre Paranurida, est une espèce de collemboles de la famille des Neanuridae.

## Distribution
Cette espèce est endémique du Turkménistan.

## Publication originale
- Skarzynski & Pomorski, 1994 : Paranurida kopetdagi a new genus and species of Neanuridae from Turkmenia (Insecta: Collembola). Genus (Wroclaw), vol. 5, no 4, p. 363-366.